# Valérie Bègue
Valérie Bègue (ur. 26 września 1985 w Saint-Pierre) – Miss Francji 2008, reprezentowała departament zamorski Francji Reunion.